# Seznam sodnikov Vrhovnega sodišča ZDA
Seznam sodnikov predsednikov Vrhovnega sodišča ZDA.

## B
- Warren E. Burger

## C
- Salmon P. Chase

## E
- Oliver Ellsworth

## F
- Melville Fuller

## H
- Charles Evans Hughes

## J
- John Jay

## M
- John Marshall

## R
- William Rehnquist
- John Roberts
- John Rutledge

## S
- Harlan Fiske Stone

## T
- Roger B. Taney

## V
- Fred M. Vinson

## W
- Morrison Waite
- Earl Warren
- Edward Douglass White